# Centralno grejanje
Centralno grejanje je vrsta grejanja u zgradama gde se toplota proizvodi na jednom središnjem mestu, i ta toplota se raznosi koristeći vodu ili vazduh kroz cevnu mrežu do izduvnog otvora (vazduh), ili preko radijatora (voda).